# Eufitchia
Eufitchia là một chi bướm đêm thuộc họ Geometridae.